# МКС-44
МКС-44 — сорок четвёртая долговременная экспедиция Международной космической станции. Её работа началась с момента отстыковки от станции 11 июня 2015 года, 10:20 UTC корабля «Союз ТМА-15М». На первом этапе в её работе приняли участие три космонавта. 23 июля 2015 года, 02:45 UTC экспедиция пополнилась экипажем корабля «Союз ТМА-17М». С этого дня в её составе стало 6 человек. Завершилась экспедиция 11 сентября 2015 года, 21:29 UTC, в момент отстыковки от станции корабля «Союз ТМА-16М».

## Экипаж
| Должность   | 1 этап (11.06.2015 — 23.07.2015) | 2 этап (23.07.2015 — 11.09.2015) | № космического полёта | Корабль доставки |
| ----------- | -------------------------------- | -------------------------------- | --------------------- | ---------------- |
| Командир    | Геннадий Падалка, ФКА            | Геннадий Падалка, ФКА            | 5                     | Союз ТМА-16М     |
| Бортинженер | Михаил Корниенко, ФКА            | Михаил Корниенко, ФКА            | 2                     | Союз ТМА-16М     |
| Бортинженер | Скотт Келли, НАСА                | Скотт Келли, НАСА                | 4                     | Союз ТМА-16М     |
| Бортинженер |                                  | Олег Кононенко, ФКА              | 3                     | Союз ТМА-17М     |
| Бортинженер |                                  | Кимия Юи, JAXA                   | 1                     | Союз ТМА-17М     |
| Бортинженер |                                  | Норвуд Линдгрен, НАСА            | 1                     | Союз ТМА-17М     |

 Михаил Корниенко и  Скотт Келли продолжили годовой полёт на МКС после отстыковки «Союз ТМА-16М» и вошли в состав экипажа МКС-45. С 4 по 12 сентября 2015 года на МКС находилась экспедиция посещения ЭП-18 в составе экипажа космического корабля «Союз ТМА-18М» ( Андреас Могенсен и  Айдын Аимбетов вернулись на Землю вместе с  Геннадием Падалкой на корабле «Союз ТМА-16М» 12 сентября 2015 года, а  Сергей Волков остался на станции в качестве члена экипажа МКС-45).
Геннадий Падалка, завершая работу в экспедиции МКС-44, установил новый рекорд по общей продолжительности работы на МКС. За четыре полета к МКС он принял участие в семи экспедициях (МКС-9, МКС-19/20, МКС-31/32, МКС-43/44), в шести из которых был командиром. Общее время работы составляет 672 дня 17 часов 54 минуты 46 секунд.

## Ход экспедиции

### Выход в открытый космос
- 10 августа 2015 года,  Геннадий Падалка и  Михаил Корниенко, из модуля Пирс, длительность 5 часов 34 минуты, работы на российском сегменте МКС, включая прочистку иллюминатора на модуле Звезда[3][4].

### Принятые грузовые корабли
1. Прогресс М-28М, запуск 3 июля 2015 года, стыковка 5 июля 2015 года.
2. HTV-5, запуск 19 августа 2015 года, стыковка 24 августа 2015 года.

### Аварийный запуск к МКС
- SpaceX CRS-7, запуск 28 июня 2015 года.

### Экспедиция посещения
- ЭП-18 в составе  Андреаса Могенсена и  Айдына Аимбетова, старт 2 сентября 2015 года на космическом корабле Союз ТМА-18М, стыковка с МКС 4 сентября 2015 года, отстыковка 11 сентября 2015 года и возвращение на Землю 12 сентября 2015 года на космическом корабле Союз ТМА-16М.